# Furios și iute 6
Furios și iute 6 (în engleză Fast & Furious 6) este un film de acțiune din anul 2013, regizat de Justin Lin. Este cel de-al șaselea film din seria Furios și iute și îi are în rolurile principale pe Vin Diesel, Paul Walker, Dwayne Johnson, Michelle Rodriguez, Jordana Brewster, Tyrese Gibson,  Chris Bridges, Sung Kang, Luke Evans, Gina Carano și John Ortiz.

## Sinopsis
După ce Dom și Brian au dat lovitura din Rio și au distrus regele imperiului drogurilor din Rio, au adus 100 de milioane de dolari echipajului, iar aceștia s-au împrăștiat prin toată lumea. Din păcate nu se mai pot întoarce acasă și vor trăi pentru totdeauna fugind din calea legii, astfel că viețile lor sunt nesatisfăcătoare.
Între timp, Hobbs a dat de urma unei organizații de mercenari extrem de duri și de bine pregătiți. Această rețea se întinde pe teritoriul a 12 țări.  Conducătorul acestei rețele e Owen Shaw care are ca ajutor pe nimeni alta decât Letty, fosta iubită a lui Dom, pe care acesta o credea moartă.
Singura cale de a distruge organizația este de a le aduce în față rivali pe măsura lor, care să le depășească talentele. Așa că Hobbs îl roagă pe Dom să își reunească echipa în Londra. Răsplata va fi anularea pedepselor pentru întreaga echipă și posibilitatea de se întoarce acasă și de a-și reîntregi familiile.

## Actori
- Vin Diesel ca Dominic Toretto
- Paul Walker ca Brian O'Conner
- Michelle Rodriguez ca Letty Ortiz
- Dwayne Johnson ca Luke Hobbs
- Luke Evans ca Owen Shaw
- Jason Statham ca Ian Shaw
- Elsa Pataky ca Elena Neves
- Tyrese Gibson ca Roman Pearce
- Chris Bridges ca Tej Parker
- Sung Kang ca  Han Seoul-Oh
- Jordana Brewster ca Mia Toretto
- Gina Carano ca Riley

## Legături externe
- Site web oficial
- Fast & Furious 6 la Internet Movie Database
- Fast & Furious 6 la Allmovie
- Fast & Furious 6 la Rotten Tomatoes
- Fast & Furious 6 la Box Office Mojo